# كاثرين كينت
كاثرين كينت (بالإنجليزية: Catherine Kent)‏ مواليد 15 يناير 1981، هي لاعبة كرة يد أسترالية تلعب كحارس مرمى. مثلت منتخب أستراليا لكرة اليد للسيدات.

## سجل المنافسة
شاركت في البطولات التالية:
- بطولة العالم لكرة اليد للسيدات 2011
- بطولة العالم لكرة اليد للسيدات 2013